# میسلا
میسلا (به مجاری:  Miszla) یک شهرداری در مجارستان است که در ناحیه تاماشی واقع شده‌است. میسلا ۳۴٫۷۲ کیلومتر مربع مساحت و ۳۳۲ نفر جمعیت دارد.